# Vypráskaný práskač
Vypráskaný práskač (v anglickém originále The Seven-Beer Snitch) je 14. díl 16. řady (celkem 349.) amerického animovaného seriálu Simpsonovi. Scénář napsal Bill Odenkirk a díl režíroval Matthew Nastuk. V USA měl premiéru dne 3. dubna 2005 na stanici Fox Broadcasting Company a v Česku byl poprvé vysílán 30. září 2007 na stanici ČT2.

## Děj
Simpsonovi jedou do Shelbyvillu na muzikál, který vykresluje obyvatele Springfieldu jako burany a pitomce. Naštvaná Marge se vydá do Springfieldského poradního sboru pro kulturu, aby vymyslela plán, jak udělat Springfield kultivovanějším, a dostane nápad najmout architekta Franka Gehryho, aby postavil koncertní sál. Otevírací večer se ukáže jako propadák a nevyužívaná koncertní síň chátrá. 
Pan Burns halu koupí a přemění ji na státní vězení. Homer se uchází o místo dozorce, ale je odmítnut poté, co Otto vymění svůj vzorek moči nabitý drogami za Homerův. Pan Burns donutí náčelníka Wigguma k obnovení starých a zapomenutých zákonů za účelem naplnit věznici trestanci a vydělat více peněz. Homer je odsouzen poté, co je přistižen, jak pětkrát nakopne plechovku na ulici. 
Bart a Líza si všimnou, že Sněhulka II. přibírá na váze. Líza ji sleduje a zjistí, že navštěvuje jinou rodinu a jí jídlo od ní, přičemž tato rodina věří, že je jejich. K Lízině zděšení dává Sněhulka II. přednost své druhé rodině před Simpsonovými. Bart se za rodinou vydá, aby situaci uvedl na pravou míru, ale místo toho ho rodina nasytí jídlem a naučí ho stejný trik, jaký naučili Sněhulku II. 
Homer je poslán pracovat do vězeňské kuchyně a stane se vězeňským práskačem poté, co nevědomky upozorní stráže na Hadákův pokus o útěk. Za to je odměněn jídlem, zvláštním zacházením a novou plazmovou televizí. Ostatní vězni se dozvědí, že je práskač, jakmile to Marge vykřikne v návštěvní místnosti. Poté, co pomocí falešného tvrzení o útěku z vězení vylákají všechny stráže, vězni Homera napadnou. Pomocí klíče od koncertního sálu, který dostala jako vedoucí Springfieldské rady pro kulturní aktivity, najde Marge Homera v kuchyni s ostatními vězni v patách. Uchýlí se do plynové komory, kde Marge vynadá Homerovi, že je udavač. Dozorci přicházejí se slzným plynem a výstrojí pro výtržníky. Když jsou propuštěni, Homer vypráví guvernérce Mary Baileyové o žalostných podmínkách ve věznici a o jídle. Baileyová vězňům řekne, že vzhledem k tomu, že ve věznicích, odkud byli převezeni, už není místo, budou posazeni na bárku s odpadky. 
Homer je propuštěn, což Marge potěší, a poté, co usne, se vydá k Vočkovi. Narazí na Sněhulku II., jež má nadváhu a také se blíží k baru. Slíbí jí, že ji nepráskne, pokud ona nepráskne jeho. 
Homer vběhne do koncertní síně a v reakci na sen, který se mu zdál po sledování filmu The Towering Inferno, prohlásí, že budova je smrtící pastí.

## Produkce
Frank Gehry hostoval v epizodě jako on sám, a stal se tak prvním architektem, jenž se v seriálu Simpsonovi objevil. Matt Chaban z deníku The New York Observer uvedl: „Kvůli svému úspěšnému stylu je Frank Gehry někdy kritizován za to, že je hacker, jehož všechny budovy vypadají stejně – i když v padesáté iteraci vypadají tyto vlnící se kovové pásy stále úžasně, svěže a jinak. Tato citlivost byla, stejně jako mnoho dalších věcí, zvěčněna v seriálu Simpsonovi.“. Díl si z Gehryho architektonického stylu dělá legraci v nadhozeném gagu, v němž se Gehry inspiruje pro návrh koncertní haly poté, co zmačká Margin dopis a hodí ho na zem. Zmačkaný dopis se stane předlohou pro stavbu. V důsledku této scény se podle Gehryho mnoho lidí domnívá, že takto skutečně získal inspiraci pro své skutečné stavby, zejména koncertní síň Walta Disneyho, ačkoli tomu tak není. V září 2011 řekl v pořadu pro veřejnoprávní média Fareed Zakaria GPS na stanici CNN, že gag byl jen „zábavná věc. Ale pronásledovalo mě to. Lidé, kteří viděli Simpsonovy, tomu věří.“ Také poznamenal, že „klienti za mnou přijdou a řeknou: ‚Zmačkejte kus papíru, dáme vám 100 dolarů a pak to postavíme.‘.“.

## Přijetí
V roce 2007 zařadil Simon Crerar z deníku The Times Gehryho vystoupení mezi 33 nejvtipnějších cameí v historii pořadu.